# Mina de ouro
Uma mina de ouro é um local onde foi descoberto um veio de ouro, geralmente situado em cavernas, grutas e também no interior de minas destinadas à extração de outros minerais e matérias-primas. No Brasil as minas de ouro tiveram grande importância durante o século XVIII, tendo a sua descoberta na região das Minas Gerais
levado ao processo de interiorização da colônia brasileira. 